# وادي زقرير
زقرير ، هو وادي في الجزائر، كل جريانه في إقليم ولايات الأغواط وولاية غرداية.

## التسمية
يسمى بزقرير 

## المسار
يجري من الشمال إلى الجنوب من نواحي بلدية حاسي الدلاعة بولاية الأغواط و حتى بلدية زلفانة مرورا بالقرارة بولاية غرداية على مسافة تفوق الـ 200 كم.